# Владимир Посавец Тушек
Владимир Посавец Тушек (Београд, 6. јул 1974) српски je глумац.

## Филмографија
| Год.       | Назив                                     | Улога               |
| ---------- | ----------------------------------------- | ------------------- |
| 2002.      | Брег чежње                                | студент             |
| 2004.      | Пљачка Трећег рајха                       | Жандар              |
| 2004−2005. | Јелена                                    | Андрија Васовић     |
| 2004.      | Стижу долари                              | Професор Михајловић |
| 2006.      | Стижу долари                              | Водитељ аукције     |
| 2009.      |                                           | Дарио               |
| 2009.      |                                           |                     |
| 2010.      |                                           | Архитекта           |
| 2013.      | Ружа вјетрова                             | Жутелија            |
| 2015−2016. | Куд пукло да пукло                        | Дарио Жеравица      |
| 2016.      | Црно-бијели свијет                        | Митар               |
| 2017.      | Златни двори                              | Жељко               |
| 2018.      | На граници                                | Ивица Селак         |
| 2019.      |                                           | Тинчек              |
| 2019−2020. | Друго име љубави                          | Карло Крпан         |
| 2023.      | Бележница професора Мишковића (2. сезона) | Душан Попов         |
| 2025.      | Отмица (ТВ серија)                        | инспектор           |